# Byron Scott

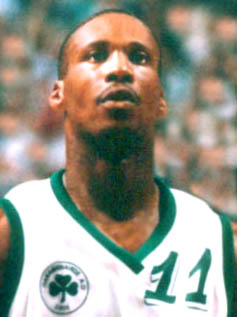
Scott w barwach Panathinaikosu Ateny - 1998

Byron Antom Scott (ur. 28 marca 1961 w Odgen) – amerykański koszykarz grający w lidze NBA na pozycji rozgrywającego, trzykrotny mistrz NBA, po zakończeniu kariery zawodniczej trener koszykarski.
W 1979 wystąpił w meczu gwiazd amerykańskich szkół średnich - McDonald’s All-American.
Po ukończeniu Arizona State University został wybrany w drafcie 1983 z numerem 4. przez Los Angeles Clippers, ale natychmiast wymieniony z Los Angeles Lakers. W klubie tym występował przez 10 sezonów, przyczyniając się do zdobycia przez Lakersów trzech tytułów mistrzowskich (1985, 1987, 1988). Po pierwszym sezonie został wybrany do pierwszej piątki debiutantów. Na parkietach NBA w roli zawodnika ponad 1000 rozegranych spotkań i przeszło 15000 zdobytych punktów.
Odszedł z drużyny po sezonie 1992-93 i występował dwa sezony w Indiana Pacers oraz jeden w Vancouver Grizzlies. Na swój ostatni sezon w NBA, 1996-97 wrócił do Lakersów i był mentorem dla wchodzących do drużyny Kobe Bryanta i Shaquille’a O’Neala. Wyjechał do Europy i przez ostatni rok kariery występował w greckim Panathinaikosie Ateny, zdobywając mistrzostwo Grecji i tytuł MVP finałów.
W 1998 rozpoczął pracę trenera, początkowo jako asystent w Sacramento Kings, a następnie główny trener, najpierw w New Jersey Nets (2000-03) i od 2004 w New Orleans Hornets. I na tym polu Scott osiąga sukcesy - w dwóch kolejnych sezonach, 2002 i 2003 doprowadził drużynę Nets do finałów ligi, ale obydwa przegranych - z Los Angeles Lakers i San Antonio Spurs. Zwolniony rok później został zatrudniony w Nowym Orleanie. Nową drużynę doprowadził w sezonie 2007-08 do drugiego miejsca w Konferencji Zachodniej, za co został mianowany trenerem roku 2008.
25 kwietnia 2016 został zwolniony z funkcji  trenera Los Angeles Lakers.

## Osiągnięcia
NBA
- 3-krotny Mistrz NBA (1985, 1987-88)[1]
- 3-krotny wicemistrz NBA (1984, 1989, 1991)[1]
- Wybrany do I składu debiutantów NBA (1984)[5]
- Lider NBA w skuteczności rzutów za 3 punkty (1985)[6]
- 2–krotny uczestnik konkursu rzutów za trzy punkty organizowanego przy okazji NBA All-Star Weekend (1987–1988)[7]

Drużynowe
- Mistrz Grecji (1998)
- Zwycięzca turnieju McDonalda (1991)
- Uczestnik rozgrywek Pucharu Saporty (1998)

Indywidualne
- MVP finałów ligi greckiej (1998)
- Uczestnik Euro All-Star Game (1997)
- Zaliczony do I składu turnieju McDonalda (1991)

Trenerskie
- Trener Roku NBA (2008)[8]
- 2-krotnie wybierany na trenera jednej z drużyn NBA All-Star Game (2002, 2008)
- 2-krotny finalista NBA (2002-03)[1]